# طغرل طوغان خان
طغرل طوغان خان ((بالبنغالية: তুগরল তুগান খান)‏، (بالفارسية: طغرل طوغان خان))، المعروف لاحقًا باسم مغيث الدين طغرل ( (بالبنغالية: মুগিসউদ্দীন তুগরল)‏، (بالفارسية: مغيث الدين طغرل)، كان ضابطًا في سلطنة المماليك في دلهي. حكم البنغال خلال 1236-1246 م ومرة أخرى خلال 1272-1281 م.

## سيرة شخصية
لقد كان ذا أصل تركي من الخيتان وكان ضابطًا في تجارة الرقيق اشتراه السلطان التتمش. لقد تم إعطاؤه مقاطعة بدايون قبل تعيينه حاكم ولاية بيهار من قبل السلطان في عام 1232 حيث تم نقل سيف الدين أيبك إلى لاخناوتي.
بعد وفاة التتمش، قام آور خان أيبك باغتيال سيف الدين أيبك وتولى الحكم بعده، قام طوغان بغزو البنغال وهزم بنجاح آور خان في عام 1236. بعد توليه السلطة مباشرة، قاد طوجان خان عددًا من البعثات الاستكشافية. أسس هيمنته في جميع أنحاء البنغال وبيهار وأوده بينما كان مخلصًا لسلطنة دلهي. غزا تيرهوت في سبتمبر 1242. تقدم غربًا نحو كارا، حيث سمع أخبار صعود السلطان علاء الدين مسعود.
خلال عهد طوغان خان، غزا ملك أوريسا الهندوسي، ناراسيمهاديفا الأول، جنوب البنغال. صد طوغان خان جيش الأوريا واستولى على حصن كاتاسين في أوريسا. لكن عندما احتفل الجيش المسلم بفوزه، هاجمهم جنود الأوريا وهزموهم. كان جيش الأوريا يطارد المسلمين طوال الطريق إلى لاخناوتي، عاصمة البنغال، ويحاصر المدينة. جميع مسلمي لاخناوتي قتلوا.
طلب طوغان خان المساعدة من سلطان دلهي علاء الدين مسعود شاه، الذي أرسل مالك كركاش خان حاكم كارا ومالك تغلق تمار خان حاكم أوده لمساعدة طوغان خان. بسماع أخبار اقتراب جيش دلهي، تراجع جيش الأوريا إلى أوريسا. لكن تغلق تمار خان فرض نفسه بالقوة على البنغال وأجبر طوغان خان على الفرار إلى دلهي. وهكذا انتهى حكم طوغان خان في البنغال لمدة عشر سنوات في عام 1246 م. 
تم تعيين طوغان خان في وقت لاحق حاكم أوده من قبل السلطان علاء الدين مسعود شاه.

## فترة الحكم الثاني (1272-1281)
في عام 1272، قام السلطان غياث الدين بلبن بتعيين أمين خان حاكمًا وطوغان خان نائب حاكم للبنغال من أجل إعادة تهدئة الإقليم، والذي كان معظمه تحت سيطرة أسرة غانغا الشرقية منذ وفاة مالك إختيار الدين أوزبك عام 1257 م. لكن طوغان خان خلع أمين خان بمساعدة من الموالين له وأعلن نفسه سلطان البنغال. وأتخذ اسم «مغيث الدين طغرل».
في عام 1279، هزم طوغان خان ملك سينا فيشواروب سين حاكم شرق البنغال ( آسام الحالية) وأسس إقطاعية إسلامية في تلك المنطقة لأول مرة في التاريخ. وأعاد تأسيس البحرية البنغالية التي دُمرت في 1243 من قبل ناراسيمهاديفا الأول في حصن ناركيلا في سونارغون. في عام 1280، استفاد طوغان خان من الجفاف لغزو البنغال الجنوبية ومن ثم، جاجناغار (في ولاية أوريسا الحالية). 
الاستفادة من غياب طوغان خان، أرسل السلطان غياث الدين بلبن جيشًا ضخمًا بقيادة مالك طرماتي حاكم أوده ضد طوغان. لكن جيش دلهي هزم بالكامل من قبل جيش طوغان. أرسلت بلبن جيشًا آخر ضد طوغان. ولكن مرة أخرى هزم جيش بلبن من قبل جيش طوغان.
غضب من الهزائم المتكررة بلبن فقرر بنفسه غزو البنغال في عام 1281. ساعده ابنه ناصر الدين بغرا خان في هذه المهمة.  كان هناك حوالي ثلاثمائة ألف جندي في جيش بلبن. وكان هذا الجيش الضخم مصحوبا ببحرية ضخمة. هرب طوغان إلى جاجناجار عبر النهر. بلبن قسم جيشه إلى مجموعات أصغر. وهاجمت مجموعة صغيرة من هذا القبيل بقيادة مالك شير أنداز جيش طوغان وهُزم طوغان وقتل في المعركة. 
بعد وفاة طوغان، وضع بلبن ابنه المسؤول عن ولاية البنغال.  وهكذا انتهى حكم المماليك الانفصالي في البنغال عام 1281.